# The Persian Boy
The Persian Boy, deutscher Titel …ein Weltreich zu erobern, ist ein historischer Roman von Mary Renault (1905–1983). Diese Erzählung ist der zweite Teil der Alexander-der-Große-Trilogie und behandelt die Zeit vom Beginn des Persienfeldzugs (334 v. Chr.) bis zum Tod Alexanders (323 v. Chr.).
Der erste Teil dieser Roman-Trilogie, Fire from Heaven (dt. „Feuer vom Olymp“), beschreibt Alexanders Jugend, der dritte Teil, Funeral Games (dt. „Tödlicher Tanz“), die Diadochenkämpfe, den Streit der Generale Alexanders um sein Reich.

## Inhalt

### Kurzfassung
Der Ich-Erzähler des Romans, Bagoas, Sohn eines ermordeten persischen Edelmannes, wird versklavt und zum Eunuchen verschnitten. Er kommt als Lustknabe an den Hof von Großkönig Dareios III. und nach dessen Ermordung zu Alexander dem Großen. Bagoas wird der Geliebte Alexanders und begleitet ihn auf seinen Kriegszügen zur Eroberung des persischen Reiches. Er erlebt Gewaltmärsche, Schlachten, Verrat, Mordanschläge, Alexanders Heirat mit Roxane, den Zug nach Indien, den Todesmarsch zurück nach Persien und schließlich Alexanders Tod in Babylon. Seinen Lebensabend verbringt Bagoas am Hofe des ägyptischen Herrschers Ptolemaios I. – ein Umstand, auf den er im Romantext mehrere Male wie nebenbei hinweist.

### Langfassung

#### Kindheit und Katastrophe
Bagoas, der zehnjährige Sohn des persischen Edelmannes Artembares, einem Pasargadai aus dem Geschlecht des Großkönigs Kyros II., lebt mit seinen Eltern und den drei Schwestern auf der väterlichen Burg im Westen von Susa. Artembares ist ein Parteigänger von Arses, dem Gegner des mächtigen Chiliarchen (erster Hofminister) Bagoas, der zufällig den gleichen Namen wie der Sohn des Artembares trägt. Als es Minister Bagoas gelingt, Arses zu vergiften, will er auch dessen Freunde vernichten. Die Burg von Artembaras wird durch Verrat erobert, der Burgherr verstümmelt und geköpft, seine Gattin begeht Selbstmord, Bagoas’ Schwestern werden vergewaltigt und verschleppt, er selbst ist Kriegsbeute eines Hauptmannes, der ihn an einen Sklavenhändler verkauft. Bagoas hatte gehört, wie ihm sein Vater noch im Sterben zuschrie, Orxines habe sie alle verraten.
Der Händler lässt Bagoas kastrieren, um ihn teuer als Eunuchen verkaufen zu können.
Es heißt, Frauen vergessen die Schmerzen der Geburt; freilich, sie sind in der Hand der Natur. Meine Qualen nahm keine Hand hinweg. Mein Körper war ein einziger Schmerz in einer Welt der Finsternis. Erst wenn ich tot bin, werde ich ihn nicht mehr fühlen.
Er wird von einem Juwelenhändler ersteigert, der ihn bald an seine Kunden als Lustknaben vermietet. Zu dieser Zeit wird Dareios III. persischer Großkönig und dieser zwingt den Minister Bagoas, den für den König gedachten Giftbecher selbst zu leeren. Der Palasteunuch Oromedon kauft Bagoas und bildet ihn zum königlichen Gespielen aus – zur selben Zeit, als Alexander das Heer der Perser bei Issos vernichtet und der Harem des Großkönigs in seine Hände fällt, den er ganz gegen den Zeitbrauch sehr respektvoll behandelt. Bald kommt der junge Eunuch an den Hof und bald in das Schlafzimmer von Dareios. Sehr schnell lernt er das komplizierte Hofzeremoniell ebenso perfekt beherrschen wie die von ihm geforderten Liebesspiele.

#### Lustknabe des Dareios
Weil Bagoas wunderbar tanzen und singen lernt, wird er zum Favoriten des Großkönigs. Da dieser ein Freund des ermordeten Artembares war, behandelt er dessen Sohn sehr freundlich, schenkt ihm schöne Kleider, eine Wohnung, einen Sklaven und ein eigenes Pferd. Nach langer Belagerung hatte Alexander Tyros erobert und war nach Ägypten gezogen. Nun kehrt er zurück, dringt in Medien und Persien ein und Dareios zieht ihm mit seinen Truppen, bei denen sich der Hofstaat – mit Bagoas – befindet, entgegen. Bei Gaugamela kommt es zur Schlacht, Alexander siegt und Dareios flieht nach Ekbatana, während Alexander erst in Babylon und in Susa einmarschiert, schließlich Persepolis erobert und anzündet. Als die persischen Truppen erfahren, dass die Makedonen ihnen über das Gebirge folgen, meutern sie und die Fürsten, mit Nabarzanes und Bessos an der Spitze, setzen Dareios ab. Bessos wird zum neuen Großkönig ausgerufen und Dareios bald darauf ermordet. Bagoas flieht in die Wälder, wird von Nabarzanes, der Bessos inzwischen verlassen hat, aufgegriffen und erklärt sich bereit, als Geschenk dieses Fürsten an Alexander zu dienen. Alexander vergibt Nabarzanes, schickt ihn auf seine Ländereien zurück und behält Bagoas als Diener.

#### Alexanders Geliebter
Bagoas ist anfangs erstaunt über den Mangel an Zeremoniell und über den Freimut der Makedonen ihrem König gegenüber. Er merkt bald, dass Hephaistion der erklärte Favorit Alexanders ist und lernt Alexanders Lieblingspferd Bukephalos kennen, das vom Stamm der Mardier geraubt und nach einem Kriegszug Alexanders gegen sie wieder zurückgebracht wurde. Als er miterlebt, wie sich der König um die Verwundeten kümmert, beginnt er, die Liebe der Soldaten für ihn zu begreifen. Dareios’ Bruder Oxathres gehört nun zu den „Gefährten“ Alexanders, weil er den grausamen Tod seines Bruders am Hauptschuldigen Bessos rächen möchte. Als Bagoas von Alexander vor den Gewalttätigkeiten der königlichen Knappen, die ihn verachten, gerettet wird, weiß er:
Ich dachte, da geht mein Herr, dem zu folgen ich geboren wurde. Ich habe einen König gefunden. Und, sagte ich zu mir, als ich ihm nachblickte, während er wegging, ich muss ihn haben, auf Leben und Tod.
Einige Tage nach dem Einmarsch in Zadrakarta gibt Alexander Bagoas zu verstehen, dass er mehr in ihm sieht als einen Diener, worauf ihn Bagoas verführt und seitdem oft das Bett mit dem König teilt. Dabei erkennt er, dass er trotz der Kastration sowohl Lust geben als auch empfinden kann. Hephaistion bemerkt, was geschieht und zwischen ihm und Bagoas herrscht deshalb eine andauernde Spannung. Bagoas fühlt instinktiv, dass Hephaistion für Alexander immer etwas ganz Besonderes ist und bleibt, weshalb er Mordgedanken wieder verwirft.

#### Eroberungen und Krisen
Bei einem Wettkampf siegt er gegen die besten Tänzer und wird unter dem Beifall des Heeres von Alexander mit der Siegerkrone geschmückt. Alexander interessiert sich für das persische Hofzeremoniell und wird von Bagoas darin unterrichtet. Bald darauf beginnen die Märsche durch die noch nicht unterworfenen Provinzen des Perserreichs. In Baktrien, auf der Jagd nach Bessos, erfährt Alexander von einem Mordkomplott gegen ihn, über das der General Philotas zwar informiert war, es aber verschwiegen hatte. Deshalb lässt Alexander von der Versammlung der makedonischen Soldaten sowohl ihn als auch seinen Vater Parmenion – wegen der Gefahr einer Revolte von dessen Truppen – zum Tode verurteilen. Bessos flüchtet über den Oxos nach Sogdiana und wird von einheimischen Stammesfürsten ausgeliefert, die dadurch hoffen, verschont zu bleiben. Alexander erobert dennoch das Land bis zum Jaxartes, er wird bei der Erstürmung einer Festung schwer verwundet. Nach seiner Genesung greift er die Skythen an und erkrankt an Ruhr. Bei der Verhandlung gegen Bessos – er wird auf persische Art hingerichtet – trägt Alexander erstmals die Mitra des Großkönigs. Als er auch versucht, den Fußfall (Proskynese) einzuführen, macht er sich unter den Makedonen einige verbitterte Feinde, vor allem den Geschichtsschreiber Kallisthenes. Bei einem Streit darüber beleidigt der Heerführer Kleitos der Schwarze den König, der ihn in blinder Wut mit dem Speer ermordet.
Alexander ist tief verzweifelt, seine Soldaten halten dennoch zu ihm und Bagoas gelingt es, gemeinsam mit seinem Rivalen Hephaistion, ihn wieder aufzumuntern. Nach vielen Märschen und Kämpfen erobert Alexander den als unbezwingbar geltenden Sogdischen Felsen, die Burg des Königs Oxyartes von Sogdiana. Bei der Friedensfeier sieht er Roxane, die Tochter Oxyartes', und heiratet sie trotz des Protestes seiner Makedonen. Schnell erkennt Roxane in Bagoas den Gegner um Alexanders Gunst und versucht, ihn zu vergiften. Als Alexander dies erfährt, verprügelt er sie – und steigt dadurch in ihrer Achtung.
„Sie hält nun um so mehr von mir. Das habe ich nicht bedacht.“
Also deswegen war er so lange fort geblieben! Ich setzte rechtzeitig eine ernste Miene auf. „Mein Fürst, Stärke gilt bei den Damen von Sogdiana sehr viel.“

#### Zug nach Indien
Bagoas lernt beim Philosophen Philostratos, dem Konkurrenten Kallisthenes', Griechisch lesen und schreiben – nach eigener Angabe beherrscht er bis an sein Lebensende die persische Schrift nicht. Kallisthenes stachelt die königlichen Knappen auf, Alexander zu ermorden. Die Versammlung der Makedonen verurteilt die Beteiligten zum Tod durch Steinigung, Kallisthenes wird gefangengesetzt und stirbt später in Indien an Fieber. Der Hund Peritas, den die Knappen betäubt hatten, um an Alexander heranzukommen, stirbt an den Folgen – Alexander benennt die neu gegründete Stadt Perita (?) an einem persisch-indischen Pass nach ihm.
Das Heer ist aus den gleichen Völkern zusammengesetzt, die schon unter Dareios dienten, aber besser gerüstet und ausgebildet. Indus und vor allem Ganges sind für Alexander das nächste Ziel auf dem Weg zum Ende der Welt. Er lässt die Bagagewagen mit der Kriegsbeute verbrennen und marschiert zum indischen König Omphis, dem er ein Bündnis gegen König Poros anbietet. Über den Khyberpass zieht das Heer zum Indus, Bagoas überzeugt den König, dass er den Kriegszug aushalten werde.
„Nur weil wir Frauenstimmen haben, heißt das nicht, dass wir auch schwach sind wie Frauen.“
Die Bergfestungen der Einheimischen werden erobert, Alexander wird dabei zweimal verwundet und von Bagoas gesund gepflegt. Als Bukephalos stirbt – nach ihm wird die Stadt Bukephala benannt –, überwindet sich Bagoas und holt Hephaistion, den König zu trösten. Nach der Überquerung des Hydaspes besiegt Alexander den König Poros und schließt Frieden mit ihm. Alexanders Plan, bis an die Grenzen der Welt im Osten zu ziehen, lässt die makedonischen Soldaten meutern, ein Opferorakel ist negativ und er verzichtet darauf. Nun marschiert das Heer neben den Flüssen Hydaspes und Indus nach Südwesten, von einer Flotte begleitet. Bei der Erstürmung einer Stadt der Maller wird Alexander schwer verwundet und liegt im Sterben, doch wieder gelingt es Bagoas, ihn gesund zu pflegen. Im Indusdelta teilt Alexander sein Heer: der Tross zieht über den Khyberpass zurück, die Flotte unter Admiral Niarchos segelt die Küste entlang, Alexander selbst – und Bagoas in seiner Begleitung – marschiert mit den besten Soldaten durch die Todeswüste von Gedrosien zurück nach Persien.

#### Rückkehr und Tod Alexanders
Da die Gedrosische Wüste fast ohne Pflanzenwuchs und Wasserquellen ist, sterben viele Soldaten während des Marsches. Die Krieger schlachten die Pferde, um zu essen zu haben, Bagoas wird sein Pferd Oryx deswegen gestohlen. Als er beim Fußmarsch einmal aus Entkräftung den Anschluss an die Nachhut verliert, rettet ihn Hephaistion unter Einsatz des eigenen Lebens. Als sie nach harten Entbehrungen wieder bewohntes Land erreichen, treffen sie dort auf die Flotte. Bei einem Freudenfest tanzt Bagoas für den König und dieser küsst ihn auf Zurufe der Soldaten innig. Sie besuchen das Mausoleum Kyros’ des Großen in Pasargadae, finden es geplündert vor und Alexander befiehlt, es wiederherzustellen.
Der an der Grabschändung schuldige korrupte Satrap von Persis ist Orxines, an dessen Namen sich Bagoas erinnert, sein Vater hatte ihm einst im Todeskampf zugeschrien: „Orxines hat uns verraten!“ Bei der Verhandlung gegen Orxines wegen mehrfachen Grabraubes tritt Bagoas als Zeuge gegen ihn auf und Alexander gibt ihm die Erlaubnis, den alten Feind eigenhändig zu henken. Als Bagoas zum ersten Male die Königin Sisygambis, die Mutter des Dareios, kennenlernt, gibt sie ihm zu verstehen, dass sie längst Alexander als ihren wahren Sohn betrachte. Dieser heiratet Dareios’ Tochter Stateira, ihre Schwester Drypetis wird die Gattin Hephaistions. Eine neuerliche Revolte der Makedonen bei der Entlassung der Veteranen in die Heimat endet mit der Bitte der Soldaten um Vergebung. Alexander zieht nach Ekbatana, wo Hephaistion plötzlich an Bauchkrämpfen stirbt. Seine Begräbnisvorbereitungen sind so umfangreich, dass alle den Winter im kalten Ekabatana bleiben müssen und erst mit der Sommerhitze in das klimatisch ungünstige Babylon kommen. Alexander wird von einem Sumpffieber befallen und empfängt zum letzten Male alle seine alten makedonischen Soldaten zur Audienz, bevor er nach einigen Tagen stirbt. An seinem Totenbett beginnen bereits die Streitereien seiner Offiziere um das Erbe.
Sie hatten zu kämpfen begonnen und schleuderten Wurfspieße. Ich stand da, um den Leichnam zu decken, und einer der Speere verletzte mich am Arm. Bis zum heutigen Tage habe ich die Narbe, die einzige Wunde, die ich je für Alexander empfing.

## Hinweise  der Autorin
Quellenhinweise:
„Die beste Quelle ist Arrianus' Anabasis Alexanders, der hauptsächlich die verlorengegangenen Erinnerungen des Ptolemäus und Aristobulos benutzte und mit hohem Verantwortungsgefühl schreibt. Plutarch (Vitae Parallelae) schreibt zwar sehr farbig, unternimmt aber wenig Anstrengungen, sein Material kritisch zu werten; sein Bericht sollte also nicht ohne Vorbehalt hingenommen werden.“
Eigennamen:
„Es ist freilich nicht sehr plausibel, wenn ein Perser persische Namen in ihrer griechischen Form verwendet; aber da die persischen Originale wahrscheinlich kaum mehr wiedererkannt oder verstanden würden (Dareios zum Beispiel heißt eigentlich Darajawahusch), habe ich die übliche Schreibung beibehalten.“

## Historische Quellen
Der römische Historiker Quintus Curtius Rufus bestätigt die Existenz des Bagoas als „ außergewöhnlich schönen Eunuchen, in der Blüte seiner Knabenzeit, mit dem Darius intim war und mit dem Alexander später ebenfalls intim war.“ Curtius nennt als Grund der Feindschaft zwischen Bagoas und Orxines, dass der letztere dem Eunuchen Bestechungsgeschenke verweigert habe, weswegen Bagoas ihn wegen der Plünderung des Grabes von Kyros bei Alexander angeschwärzt habe.
Bei Plutarch ist zu lesen, dass Alexanders Truppen nach dem Tanz des Bagoas „in die Hände klatschen und so lange schreien, bis Alexander seine Arme um ihn legt und ihn küsst.“

## Rezeptionen
Der britische Schriftsteller David Sweetman (* 1943, † 2002) verfasste eine Bibliographie von Mary Renault, in der er folgende zeitgeschichtliche Anmerkung zu The Persian Boy machte:
The publication of The Persian Boy came five years after the Sexual Offences Bill decriminalized many homosexual practices in Britain, and three years after the Stonewall Inn Riots in New York marked the beginning of Gay Liberation in the United States…
(„Die Herausgabe von The Persian Boy kam fünf Jahre nachdem der Sexual Offences Bill viele homosexuelle Praktiken in Britannien entkriminalisierte, und drei Jahre nach den Stonewall Inn Riots [Unruhen] in New York, die den Beginn der Gay-Liberalisierung in den Vereinigten Staaten markierten…“)
Die Historikerin Jeanne Reames schreibt zu diesem Buch:
That Alexander may have been attracted to a eunuch is possible enough, and there is certainly testimony that he kept Bagoas with him at least some of the time. But there is no evidence that Bagoas was as important to, much less as influential over, Alexander as Renault paints. She gives to Bagoas a role which history suggests was filled by Hephaistion. [1] However, she points out, quite correctly, that the historical sources name Bagoas, not Hephaistion, as the eromenos („beloved“) of Alexander.
(„Dass sich Alexander zu einem Eunuchen hingezogen fühlte, ist gut möglich, und es gibt sichere Nachweise, dass dies zumindest für einige Zeit Bagoas war. Aber es gibt keinen Beweis, dass Bagoas so wichtig war, so großen Einfluss auf Alexander hatte, wie Renault es ausmalt. Die Rolle, die sie Bagoas zuschreibt, ist historisch eher von Hephaistion ausgefüllt worden. Allerdings weist sie ganz richtig darauf hin, dass die historischen Quellen Bagoas, nicht Hephaistion den eromenos („Geliebten“) Alexanders nennen.“)
Sarah Chayes (* 1962), Afghanistan-Reporterin von National Public Radio, schreibt in The punishment of Virtue:
The most famous chase of a defeated local leader across Central Asia is one I have reveiled in since adolescence, when I discovered a riveting historical novel by Mary Renault called ‚The Persian Boy‘.
(„Die berühmteste Verfolgungsjagd nach einem besiegten lokalen Herrscher quer durch Zentralasien, die ich seit meiner Jugendzeit fand, war, als ich einen fesselnden historischen Roman von Mary Renault entdeckte, The Persian Boy.“)

## Das Buch
- Mary Renault: The Persian Boy. Heinenann & Zsolnay Ltd., London 1972; Deutsch von Wolfgang Schepelmann (Übers.): …ein Weltreich zu erobern. Paul Zsolnay Verlag GmbH, Wien/Hamburg 1974.